# Cime de l'Agnel
Pour les articles homonymes, voir Agnel.
La cime de l'Agnel est un des principaux sommets du massif du Mercantour-Argentera, en amont du Haut-Boréon dans la Vésubie, à la frontière entre les Alpes-Maritimes et le Piémont.

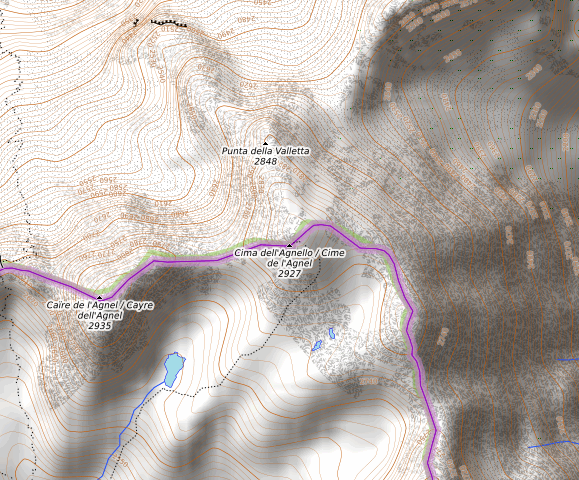
Carte topographique.

Il est entouré par les sommets des Caïres de Cougourde, la Malaribe et le Caïre de l'Agnel. Son sommet s'atteint facilement en randonnée pédestre depuis le refuge de Cougourde (2 heures). C'est également un sommet classique en hiver et au printemps pour les skieurs de randonnée.
En versant sud-ouest de la cime de l'Agnel se situe le lac de l'Agnel (2 645 m).